# Секуранская лисица
Секуранская лисица (лат. Pseudalopex sechurae, лат. Lycalopex sechurae) — вид рода Pseudalopex, самый мелкий вид южноамериканских лисиц.

## Распространение
Секуранская лисица обитает в прибрежной зоне на северо-западе Перу и юго-западном Эквадоре. Её среда обитания ограничена пустынями и аридными лесами.

## Внешний вид
Длина головы и тела 500—780 мм, длина хвоста 270—340 мм, длина ушей 60—80 мм, высота в плечах 220—360 мм, масса 2,6—4,2 килограмма. Морфометрические данные выведены на основе измерений четырёх образцов (самцов).
Голова маленькая. Уши относительно длинные. Морда серая, вокруг глаз рыжевато-коричневые кольца. Уши могут быть красноватые с внешней стороны. Тёмная мордочка может иметь светлые волосы вокруг губ. Волосяной покров состоит из светлого подшёрстка и агутиевого покровного волоса, в то время как нижние части тела желтовато-коричневого или кремового цвета. Иногда на спине есть тёмная полоса. Передние и задние конечности обычно красноватые. Хвост относительно длинный и густо опушенный, заканчивается тёмным кончиком. Зубная формула : I 3/3, C 1/1, P 4/4, M 2/3 = 42. Резцы меньше, молотильные зубы большие, чем в смежных формах; клыки «лисеобразные».

## Поведение
В первую очередь ведет ночной образ жизни. Потомство приносит в основном в октябре и ноябре.

## Питание
Универсальный всеядный вид. Зимой и ранней весной основа рациона — растительная пища, в основном Prosopis juliflora, Capparis scabrida, Capparis avicennifolia. Также питаются кузнечиками, мышами, падалью, скорпионами (Carica candicans), фруктами. Сельские жители сообщают о нанесении вреда домашней птице и морским свинкам, в основном в период с сентября по январь. Отсутствие постоянной воды в пустыне позволяет предполагать, что секуранская лисица может выжить без питья. Однако она может лизать утреннюю конденсацию влаги из растительности. Прятание еды впрок не наблюдалось.

## Враги
Кое-где конкурирует по питанию с андскими лисицами и южноамериканскими лисицами. Как сообщают местные жители, удавы охотятся на их детёнышей. Хищничество других плотоядных животных, таких как пумы, другие кошачьи и андские лисицы, возможны в некоторых областях, но и пума, и ягуар теперь редкость в местах проживания секуранской лисицы. Крупные хищники в этих областях обычно охотятся на меньших животных.
Важнейшими угрозами для этого вида являются рынок ремесленных изделий и амулетов и преследований из-за нападений на домашних животных. Встречается на нескольких природоохранных территориях в Эквадоре и Перу.